# Чорнухинське газоконденсатне родовище
Чорнухинське газоконденсатне родовище — газоконденсатне родовище, що належить до Глинсько-Солохівського газонафтоносного району Східного нафтогазоносного регіону України.

## Опис
Розташоване в Полтавській області на відстані 5 км від смт Чорнухи.
Знаходиться в північно-західній частині південної прибортової зони Дніпровсько-Донецької западини в межах Журавсько-Селюхівського валу.
Підняття виявлене в 1953 р.
Структура є асиметричною антикліналлю північно-західного простягання, півн.-сх. крило якої ускладнене скидовими порушеннями амплітудою 25-75 м. Розміри структури по ізогіпсі -2775 м 3,0х1,3 м, амплітуда до 30 м.
Перший промисловий приплив газу і конденсату отримано з відкладів верхньовізейського під'ярусу нижнього карбону з інт. 2952—2960 м у 1957 р.
Поклад пов'язаний з пластовою склепінчастою пасткою. Колектори — пісковики.
Експлуатується з 1964 р. Режим покладу водонапірний. Запаси початкові видобувні категорій А+В+С1: газу — 500 млн. м³; конденсату — 59 тис. т.